# Inussivik
Inussivik – hala widowiskowo-sportowa w Nuuk, stolicy Grenlandii. Obiekt został wybudowany na potrzeby Arctic Winter Games 2002. Został również użyty przy okazji Arctic Winter Games 2016, których gospodarzem było Nuuk.
Arena wykorzystywana jest do uprawiania sportów zespołowych, w szczególności piłki ręcznej, która uważana jest za sport narodowy.
Odbywają się tam również koncerty oraz imprezy kulturalne. W 2017 roku odbył się tam koncert Lukasa Grahama.
Inussivik może pomieścić około 2000 osób i znajduje się na terenie kompleksu sportowego Nuuk Stadium.
Arena była również gospodarzem Mistrzostw Ameryki w piłce ręcznej mężczyzn w 2018 roku.